# 阿竹智史
阿竹 智史（あたけ さとし、1982年4月15日 - ）は、日本競輪選手会徳島支部所属の競輪選手。徳島県阿南市出身。日本競輪学校（以下、競輪学校）第90期生で、同期には、北津留翼、新田祐大、浅井康太、飯野祐太らがいる。

## 来歴
徳島県立徳島商業高等学校時代、牛田成樹（1年先輩で81回に出場。元横浜DeNAベイスターズ）や西山圭二（競輪学校第100期生）らとともに、第81回及び第82回全国高等学校野球選手権大会に出場。第82回大会では4番兼控え投手として、1回戦の福島県立福島商業高等学校戦で大会第2号本塁打を放った。
その後、高校の先輩にあたる小倉竜二（競輪学校第77期生）に師事して競輪学校第90期生となり、同期在校競走成績2位の成績を収めた。
2005年7月9日、ホームバンクの小松島競輪場でデビューし、初勝利も同日。
2012年6月25日に「豊橋競輪開設63周年記念 ちぎり賞争奪戦」（GIII）で記念初優勝。
2019年3月3日に「玉野競輪開設68周年記念　瀬戸の王子杯争奪戦」（GIII）で6年9ヶ月ぶり2回目の記念優勝。